# Ганс Георг Шмідт фон Альтенштадт
Ганс Георг Шмідт фон Альтенштадт (нім. Hans Georg Schmidt von Altenstadt; 21 серпня 1904, Данциг — 25 липня 1944, Бад-Тельц) — німецький штабний офіцер, генерал-майор вермахту. Кавалер Німецького хреста в золоті.

## Біографія
Представник давнього баварського і голландського роду. Син майора Ульріха Шмідта фон Альтенштадта, ад'ютанта генерал-фельдмаршала Августа фон Макензена. Внук генерал-майора Едуарда Шмідта фон Альтенштадта.
1 квітня 1923 року вступив в рейхсвер. В 1929/30 роках звільнився з армії, проте через рік повернувся на службу. З 30 вересня 1937 року служив в Генштабі 6-го, з 1 квітня 1938 року — 18-го армійського корпусу. Учасник Польської кампанії. З 5 листопада 1939 року — 1-й офіцер Генштабу 18-ї піхотної дивізії. З 10 липня 1940 по 15 червня 1943 року — генерал-квартирмейстер і начальник відділу військового управління ОКГ. З серпня 1943 року — начальник Генштабу 51-го гірського, з 22 січня 1944 року — 14-го танкового корпусу, які діяли в Північній Італії. 16 червня 1944 року був важко поранений в автокатастрофі. Помер у шпиталі.
Шмідт фон Альтенштадт був останнім представником німецької лінії свого роду.

## Сім'я
В 1930 році одружився з Ліліан Тордсен. Після Другої світової війни вдова Шмідта вийшла заміж за генерал-майора Гергарда Феєрабенда.

## Звання
- Фанен-юнкер (1 квітня 1923)
- Фанен-юнкер-єфрейтор (1 серпня 1924)
- Фанен-юнкер-унтерофіцер (1 листопада 1924)
- Фенріх (1 жовтня 1925)
- Оберфенріх (1 серпня 1926)
- Лейтенант (1 грудня 1926)
- Оберлейтенант (1 лютого 1929)
- Гауптман Генштабу (1 листопада 1934)
- Майор Генштабу (1 червня 1940)
- Оберстлейтенант Генштабу (2 березня 1942)
- Оберст Генштабу (6 жовтня 1943)
- Генерал-майор (1 липня 1944, посмертно заднім числом)

## Нагороди
- Медаль «За вислугу років у Вермахті» 4-го і 3-го класу (12 років; 2 жовтня 1936) — отримав 2 нагороди одночасно.
- Медаль «У пам'ять 13 березня 1938 року» (21 серпня 1939)
- Медаль «У пам'ять 1 жовтня 1938 року» із застібкою «Празький град» (9 вересня 1939)
- Залізний хрест
  - 2-го класу (29 вересня 1939)
  - 1-го класу (18 травня 1940)
- Орден «За хоробрість» 4-го ступеня, 1-й клас (Третє Болгарське царство; 22 вересня 1941)
- Орден Зірки Румунії, лицарський хрест (26 березня 1942)
- Німецький хрест в золоті (8 травня 1944)